# Референдум в Венесуэле (2004)

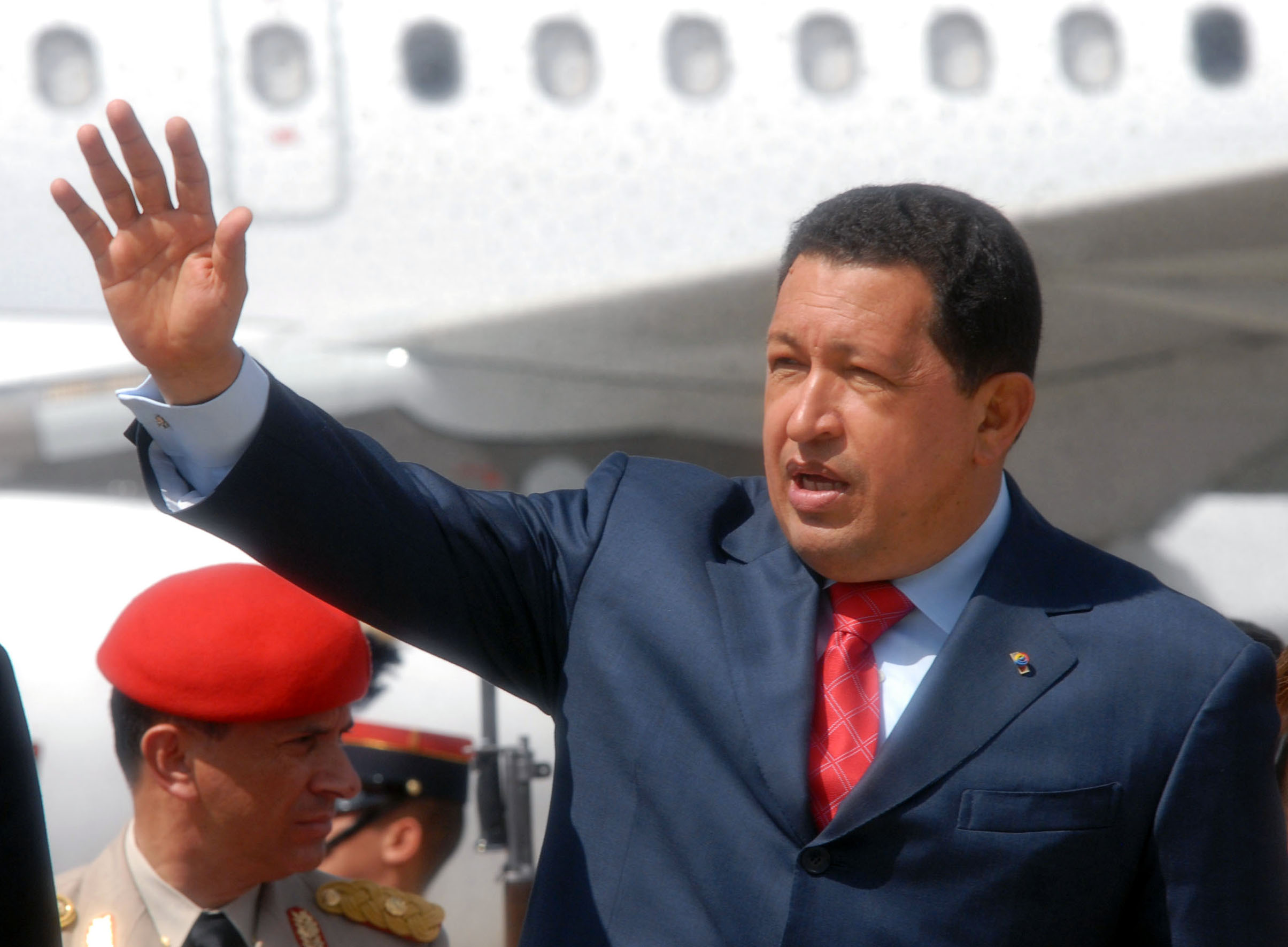
Уго Чавес

Референдум 15 августа 2004 года в Венесуэле состоялся по возможной досрочной отставке главы государства и завершился восьмой подряд победой Уго Чавеса. С момента своего избрания на пост президента он дважды побеждал на президентских выборах, дважды на парламентских и трижды на референдумах.

## История
Референдум проводится по требованию оппозиционных партий, обвинявших Чавеса в диктаторских амбициях, росте преступности, падении ВВП и поддержке режима Фиделя Кастро. Согласно венесуэльской конституции, любое выборное лицо может быть отозвано по истечении половины срока своих полномочий. После 19 августа 2003 года, когда началась вторая половина президентского срока Чавеса, оппозиция, пользуясь поддержкой США, делала попытки воспользоваться этой конституционной нормой.
Несмотря на усилия оппозиции, большинство участников референдума выступили против досрочной отставки президента. Активную роль в обеспечении победы Уго Чавеса сыграли государственная нефтяная компания PDVSA и Центральный банк Венесуэлы, которые непосредственно перед референдумом перечислили часть золотовалютных запасов страны на социальные программы. Очередные президентские выборы были назначены на декабрь 2006 года.
17 августа стало известно, что США отказались признавать результаты референдума и призвали начать полномасштабное расследование нарушений, о которых заявила оппозиция. МИД России, со своей стороны, объявил о признании итогов голосования. О признании результатов референдума также заявили правительства ряда стран Латинской Америки и Европы, в том числе социалистическое правительство Испании.
18 августа Национальный избирательный совет Венесуэлы согласился проверить часть бюллетеней для подтверждения результатов референдума. При участии наблюдателей были вручную проверены бюллетени на 150 избирательных участках.
21 августа генеральный секретарь Организации американских государств Сезар Гавирия заявил, что проверка результатов референдума подтвердила победу Уго Чавеса. Оппозиционный альянс отказался принять участие в проверке, однако его лидеры продолжили заявлять о подтасовках результатов.

## Результаты
Окончательные официальные результаты референдума были объявлены 26 августа 2004 года.
| Ответ                 | Голоса     | %     |
| --------------------- | ---------- | ----- |
| Да                    | 3 989 008  | 40,75 |
| Против                | 5 800 629  | 59,25 |
| Недействительные      | 25 994     | —     |
| Всего                 | 9 815 631  | 100   |
| Зарегистрировано/Явка | 14 037 900 | 69,92 |
| Источник: CNE         |            |       |